# Менделеев, Василий Дмитриевич
Василий Дмитриевич Менделеев (30 декабря 1886, Санкт-Петербург — 1922, Екатеринодар) — русский инженер, изобретатель и создатель проекта первого российского танка под названием «Бронеход», сын знаменитого русского химика Д. И. Менделеева.

## Биография
Родился 30 декабря 1886 года в семье знаменитого русского химика Д. И. Менделеева.
В 1903—1906 годах учился на кораблестроительном отделении Кронштадтского морского инженерного училища. В 1908—1916 годах работал конструктором на судостроительных заводах, был главным конструктором подводных лодок, минных заградителей. В это же время разработал первый в России проект бронированной гусеничной машины. В 1919—1922 годах — инженер на заводе «Кубаноль» в Екатеринодаре.
Умер от брюшного тифа в 1922 году.

## Семья
- Отец: Менделеев, Дмитрий Иванович (1834—1907) — учёный-энциклопедист и общественный деятель.
- Мать: Попова, Анна Ивановна (1860—1942) — дочь донского казака из Урюпинска.
- Сестра Любовь (1881—1939) — жена русского поэта Александра Блока.
- Сестра-близнец Василия, Мария (1886—1952) — видный русский и советский кинолог, эксперт, любитель и заводчик английских сеттеров.
- Брат Иван (1883—1936) — русский физик, метролог. Специалист в области измерений массы и температуры, талантливый изобретатель и конструктор. Основатель и первый руководитель лаборатории низких температур во ВНИИМ[1]; философ, создал «Этическую гносеологию», учитывающую существование идеалов познания[2].
- Единокровный брат Владимир (1865—1898) и единокровная сестра Ольга Тригорова-Менделеева (1868—1950)[3].